# 童磊
童磊（1997年12月16日—），中国职业足球运动员，祖籍浙江衢州，司职左后卫，目前效力于中超俱乐部浙江队。

## 俱乐部生涯
童磊在柯城区实验小学读书时走上足球道路，是该校足球队的队长，曾效力于杭州绿城U11梯队。
2016年中超联赛，童磊入选杭州绿城的大名单。同年5月15日，童磊在杭州绿城对阵辽宁宏运的中超比赛中替补出场，帮助球队0比0闷平对手，成为中超历史上最年轻的浙江籍球员。
2020年2月，童磊正式加盟大连人。2023年元日，童磊宣布告别大连人。
2025年2月16日，童磊回归老东家浙江队。

## 国家队生涯
2015年4月20日，童磊代表中国U-19队参加斯洛伐克杯国际青年足球邀请赛，帮助中国1比1战平波兰；这是他首次以国脚身份参加国际赛事。
2017年11月，童磊入选中国U-20队名单，将参加德国西南部高级联赛。
2022年3月，童磊入选中国国足参加2022年卡塔尔世界杯亚洲区预选赛最终阶段第9轮、第10轮赛事的名单。